# Villaró de la Torre
Villaró de la Torre és una masia situada al municipi de Riner, a la comarca catalana del Solsonès.